# デビッド・バーグマン
デビッド・フランシスカス・ヨハン・バーグマン（David Franciscus Johan Bergman , 1981年8月16日 - ）は、オランダ出身のプロ野球選手（投手）。現在は、ホーフトクラッセのコレンドン・キンヘイムに所属している。
オランダ語発音では、ダービッド・ベルフマン。

## 経歴
2005年までホーフトクラッセのコニカミノルタ・ピオニールスに所属した。
2006年開幕前の3月には、この年から開催されたワールド・ベースボール・クラシック(WBC)のオランダ代表に選出された。
シーズンでは、同年から、コレンドン・キンヘイムに移籍した。
2007年には、12勝で最多勝をマークしている。
2008年には、北京オリンピックの野球競技にオランダ代表として選出された。
2009年開幕前の3月には、第2回WBCのオランダ代表に選出された。
2011年9月20日に、第39回IBAFワールドカップのオランダ代表に選出された事が発表された。この大会では、欧州勢としては、1938年大会のイギリス代表以来73年ぶりの優勝を果たした。この栄誉を称えて代表24人全員に「サー」の爵位が贈られ、バークマンにも贈られた。
2013年開幕前の3月には、第3回WBCのオランダ代表に選出された。
2014年9月2日に、この年から開催されたフランス国際野球大会のオランダ代表に選出された事が発表された。この大会で、オランダ代表は初代優勝国となった。
大会終了後の12日に、今度は第33回ヨーロッパ野球選手権大会のオランダ代表に選出された事が発表された。この大会では、オランダ代表が大会の記録である自国の20回の優勝を塗り替える3大会振り21度目の優勝を果たした。

## 選手としての特徴
- オランダリーグを代表する先発投手として活躍している。
- 140 km/h前後のストレートとスライダーを武器とする。

## 詳細情報

### 代表歴
- 2006 ワールド・ベースボール・クラシック・オランダ代表
- 2009 ワールド・ベースボール・クラシック・オランダ代表
- 2013 ワールド・ベースボール・クラシック・オランダ代表
- 第39回IBAFワールドカップ・オランダ代表
- 第1回フランス国際野球大会オランダ代表
- 第33回ヨーロッパ野球選手権大会オランダ代表